# Go-Fushimi
L'emperador Go-Fushimi (后 伏 见 天皇, Go-Fushimi-Tennō, 5 d'abril del 1288 - 17 de maig de 1336) va ser el 93è emperador del Japó, segons l'ordre tradicional de successió. Va regnar entre 1298 i 1301. Abans de ser ascendit al Tron de Crisantem, el seu nom personal (imina) era Príncep Imperial Tanehito (胤 仁 亲王, Hirohito-shinnō).

## Biografia
El Príncep Tanehito va ser nomenat Príncep de la Corona en 1289, quan tot just tenia un any d'edat.
El 1298, el seu pare, l'emperador Fushimi abdicà a favor del seu fill de deu anys, que assumeix al tron amb el nom d'emperador Go-Fushimi.
Després de les pressions de la branca Daikakuji-tō, qui va obtenir més poder, obliga l'abdicació de l'emperador Go-Fushimi, als tretze anys, en 1301.
No obstant això, en 1308, el seu germà menor assumeix el tron com l'emperador Hanazono. L'emperador Go-Fushimi actua com a emperador enclaustrat amb el seu germà, entre 1313 i 1318, quan va abdicar.
com a emperador enclaustrat, les dues branques imperials negocien amb el shogunat Kamakura i estableixen l'acord Bunpō, on el tron seria alternat entre les dues línies, cada deu anys. L'acord seria trencat per l'emperador Go-Daigo.
L'emperador Go-Fushimi va ser l'autor d'una famosa petició al déu del santuari Kamo perquè ajudés al seu fill a guanyar el tron. La petició va ser realitzada, però va passar 33 anys després de la seva abdicació, quan l'emperador Kogon va assumir el tron i va iniciar una dinastia d'emperadors de la Cort Nord, que era recolzat pel shogunat Ashikaga.
El 1336 mor als 48 anys.